# Historia de Las Rozas

## Origen
Según algunos historiadores
Las Rozas de Madrid (Madrid) España, pudo ser el antiguo Miacum, por lo que podría tener su origen en el siglo III. Las Rozas se encuentra en el camino que llevaba desde Segovia hasta el sureste, por lo que su origen podría deberse a esta circunstancia.

## Primeras referencias
Los primeros documentos que hacen referencia al lugar de Las Rozas son del año 1376, aunque parece demostrado que su antigüedad es mayor. Dicha referencia aparece en el tomo V de las Relaciones Histórico-Geográfico-Estadísticas de los pueblos de España que se escribió durante el reinado de Felipe II y que se guarda en la Biblioteca del Monasterio de El Escorial.

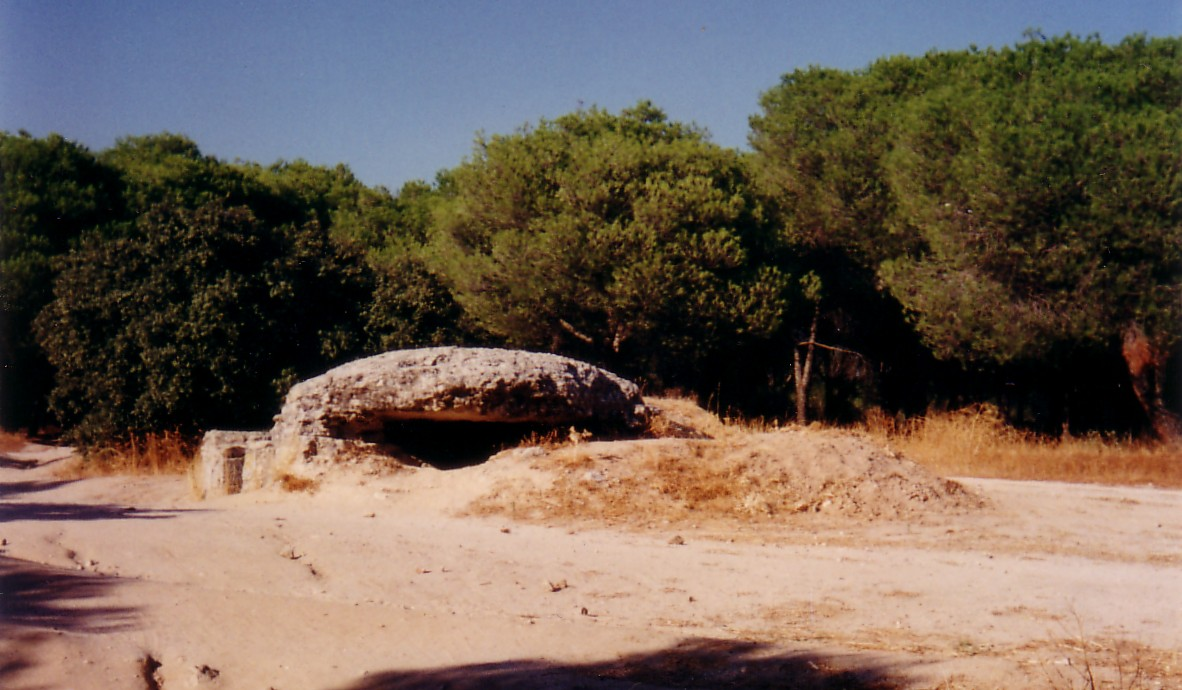
Fortín de la Guerra Civil Española

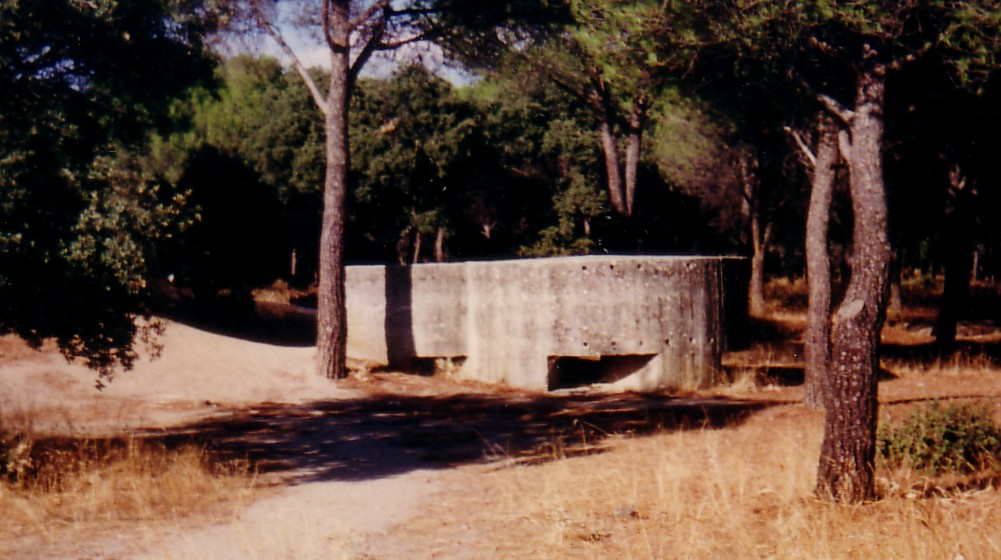
Fortín en la Dehesa de Navalcarbón

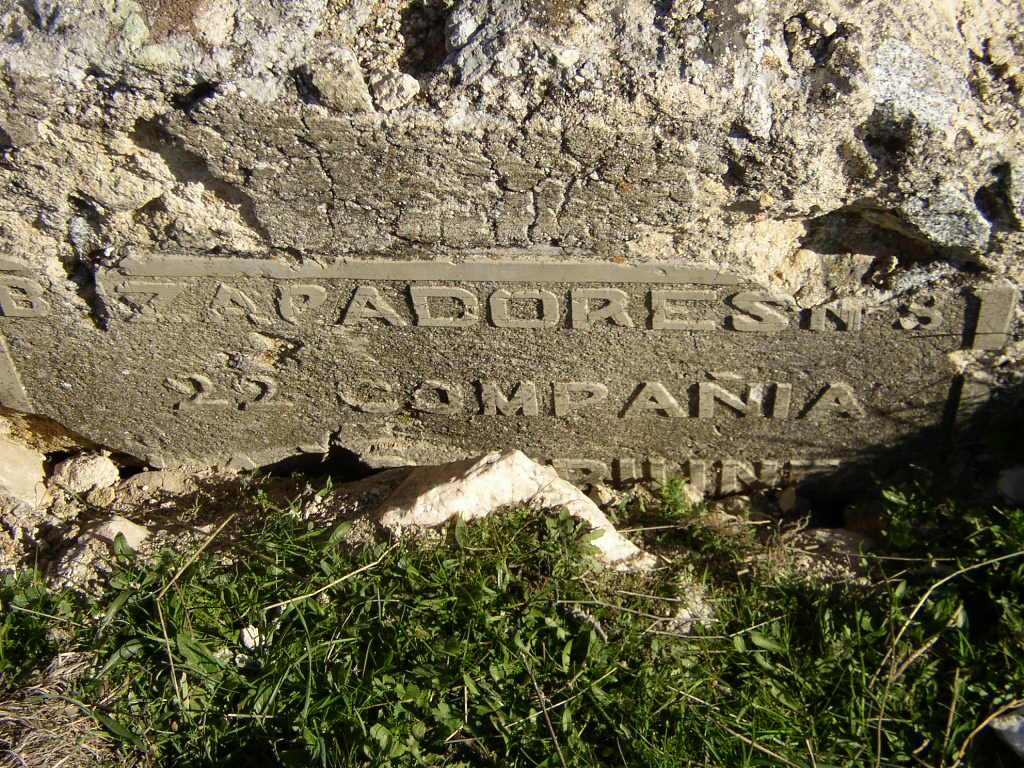
Placa de uno de los fortines de la Guerra Civil Española

La Dehesa de Santa María del Retamar aparece mencionada en una carta fechada a 18 de noviembre de 1303 sobre el litigio entre Madrid y Segovia por esos terrenos en los que también se menciona a Galapagar, Torrelodones y Colmenarejo. La leyenda dice que fue allí donde apareció la Virgen del Retamar, la imagen que se esculpió entonces en su honor no es la que hoy se venera en la Iglesia de San Miguel y que sirve para las procesiones que llevan a la Virgen hasta la nueva ermita que se construyó en los años 90, un poco más cerca del pueblo que la original, junto a Dehesa de Navalcarbón.

## La presa del Gasco
Durante el reinado de Carlos III se proyecta crear un canal utópico que una el río Guadarrama con el Manzanares y este con el Tajo hasta llegar al océano por Lisboa. Muy cerca del Encinar de Las Rozas, en Las Matas, podemos encontrar los restos de la presa del Gasco, que se construyó para este propósito.

## Algo más que un barrio
En un mapa del año 1755, aparece el nombre de Matas Altas (Las Matas), que se pobló con obreros que construían la carretera que llevaba a Segovia. Posteriormente fue de la factoría de RENFE de la que se nutrió dicho núcleo urbano.

## Frente de La Guerra Civil
Durante la Guerra Civil Las Rozas se convirtió en zona de grandes batallas, muestra de ello son los búnkeres que todavía hoy se pueden observar en la Dehesa de Navalcarbón y junto a la carretera de El Escorial. Datan del año 1937 y fueron construidos por la Brigada de Zapadores nº 8 22 compañía.
En el invierno de 1936 las tropas de los sublevados avanzaron por el oeste de Madrid desde las bases de Brunete, Villaviciosa de Odón y Campamento. En medio de la niebla y temperaturas bajísimas, el ejército del Frente Popular y los Nacionales, apoyados por la aviación, firmaron una de las batallas más duras de la Guerra Civil en Madrid. Los habitantes de Las Rozas se refugiaron en otros lugares de la Sierra de Guadarrama como las cuevas de Hoyo de Manzanares, a estos roceños posteriormente se les llamó cucos.
La Iglesia de San Miguel y todas las viviendas son destruidas por completo, al finalizar la guerra el Ministerio de la Gobernación creó la Dirección general de Regiones Devastadas para la reconstrucción de los pueblos destruidos por la guerra, entre ellos se encontraba Las Rozas.

## Un triángulo amoroso
Durante los años treinta, Marga Gil Roësset se suicida al no ser correspondido el amor que siente por el esposo de su mejor amiga, ni más ni menos que el ganador del Premio Nobel de literatura en 1956 Juan Ramón Jiménez, el cual la había seducido, previamente.
El periódico La Libertad, el 30 de julio de 1932 dio la noticia de la siguiente manera:
"Una señorita elegantemente vestida alquiló un taxi y ordenó al chófer que la condujese a Las Rozas. Al llegar a este pueblo dijo al chófer del vehículo que esperase, y después de pedir la llave de un hotel propiedad de unos tíos suyos, entró en dicho hotelito. Pasaron unos instantes y se oyó una detonación. Al ruido acudió la familia de la joven y los vecinos, que vieron el cuerpo de la joven en el suelo exánime."
Antes de morir, a la edad de 24 años, destruyó toda su obra escultórica, dedicando algunas de sus obras al poeta andaluz.

## Marinero en Tierra
Cuenta Las Rozas, desde la Guerra Civil, con la visita de un ilustre poeta de la Generación del 27, se trata de Rafael Alberti, durante muchos años vendrá a este municipio donde se encuentra cómodo y sus vecinos le honran poniendo a una calle su nombre, en agradecimniento, les dedica una de sus obras, Entre el Clavel y la Espada, uno de sus poemarios más famoso, guardado celosamente en el Instituto de Educación Secundaria que se encuentra junto a su calle.
El texto dice así:
"Las Rozas lo conozco desde la guerra civil española. Las Rozas, desde entonces ha cambiado muchísimo. Ahora vengo con frecuencia y me complace ve las calles y árboles que tiene. Tengo, además una calle que lleva mi nombre, por la que me paseo orgulloso. Deseo que Las Rozas crezca cada vez mejor, para que todos sus habitantes, mis amigos vivan felices y contentos."

## La mielga
Cuenta la leyenda que los roceños querían subir un burro al campanario, no se les ocurrió ninguna forma de subirlo, así que tomaron la decisión de subirle con una cuerda atada al cuello, mientras le subían, el burro no dejaba de jadear y sacar la lengua, en la torre asomaban hierbajos que crecían entre los ladrillos, alguien dijo entonces, "mirad como se ríe el borrico, sólo piensa en comerse la mielga". El campanario de la Iglesia San Miguel siempre ha sido objeto de interés de los jóvenes roceños, incluso pusieron nombres a sus campanas, las llamaban "la tin", "la tan" y "la ton", en función del sonido que emitían.

## La cigüeña María
Era una fría mañana de otoño, a principios de la década de los sesenta del pasado siglo XX. Un chavalín cruza corriendo un descampado (que hoy en día es la Plaza de España). Lleva en sus brazos un bulto de cierto tamaño, como protegiéndolo. El mozo detiene su carrera en la puerta de la fundición que en un extremo del descampado poseía D. Francisco González Martín, malagueño de origen y un excelente y reputado maestro fundidor.
- ¡D. Francisco, D. Francisco! ¡Mire Vd. lo que me "he encontrao" al "lao" de la carretera!
El chaval, plantado ante D. Francisco, extendió los brazos y mostró su tesoro. El maestro, un fuerte hombre, rubio y muy alto para la época, bajó la mirada y la vio por primera vez: una cigüeña joven, aterida de frío y con un ala rota, tal vez por un choque con un cable de la luz, se acurrucaba entre los brazos del niño.
D. Francisco, gran amante de los animales, ofreció algún dinero al chaval a cambio del ave.
A partir de aquel día, la cigüeña vivió en la fundación. D. Francisco la curó y cuidó, aunque María nunca volvió a volar.
D. Francisco le puso al animal el nombre de María en honor de su hija, Maria Luisa González Ruiz.

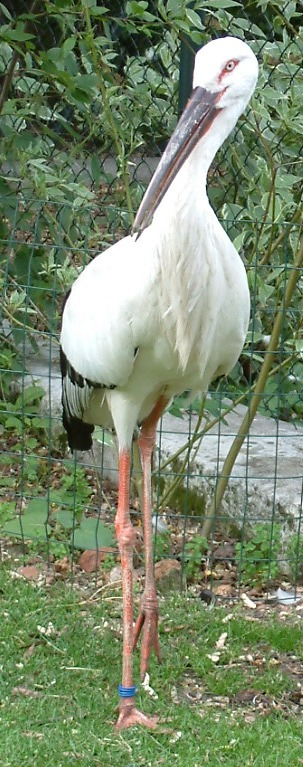
La cigüeña, símbolo de Las Rozas

Durante los años que María vivió, fue, sin duda, una de las mayores atracciones de Las Rozas. Era graciosillo verla jugar con los niños...y con los mayores. Se convirtió en el símbolo del pueblo,...muchísimos años antes que se hiciese oficialmente.
Asimismo, otro detalle muy curioso era ver cómo seguía a D. Francisco, dos o tres pasos, incluso tres cuartos, detrás de él, cuando subía por la calle Doctor Toledo a comer a su casa; enteramente parecía un perrillo siguiendo a su amo.
Y los días de fundición, allá estaba ella, la primera obrera, entre los cajones, los machos y los montones de tierra, cubierta de hollín hasta la punta del pico y sorteando las chispas con gran habilidad. Eso si, al final de la jornada, al único a quien le permitía que la lavase era a D. Francisco.
Por la noche, María dormía dentro de la fundición, acurrucada entre los trastos.
Así, gracias a los cuidados y al amor que le profesaron a María, D. Francisco y toda su familia, como el de todos los habitantes de Las Rozas, la cigüeña vivió feliz entre nosotros.
Pero hasta las más bellas historias tienen un final, una noche de "Quintos", tal vez por el descuido de un obrero, María quedó fuera de la fundición, después de la hoguera tradicional que se hacía en el descampado, con mucho alcohol en el cuerpo, unos quintos no tuvieron otra ocurrencia que divertirse apedreando a palos a la cigüeña María.
Cuando D. Francisco por la mañana acudió a su trabajo, se extrañó al ver un corro de personas delante de la fundición. Los vecinos se abrieron al ver acercarse al maestro. El hombre se estremeció explotando en un gran llanto cuando vio muerta a María, ¡su María, nuestra María!.El pueblo de Las Rozas y la familia de María, volando desde las marismas de Hinojos, hicieron luto durante tres días, poniendo la bandera a media asta.
Nadie sabe donde enterró D. Francisco a la cigüeña, Tal vez debajo de una encina, de las muchísimas que entonces había en los campos de Las Rozas.
No obstante, aunque María murió, nunca se fue de nuestros corazones y gracias a la memoria de muchos roceños ha permanecido con nosotros y aquí seguirá para siempre.
La cigüeña es hoy símbolo de Las Rozas, fue incluida en el escudo del pueblo en su nuevo diseño del año 1995, algunos vecinos lamentan que se haya olvidado la figura de D. Francisco González Martín, reclamando honrar su esfuerzo y su memoria poniendo su nombre a una calle del municipio.

## Un nuevo escudo
El escudo de Las Rozas de Madrid se diseñó por completo en el año 1995, hasta ese momento un escudo muy similar al de la provincia de Madrid servía como representación del municipio. Sin embargo, actualmente no ha sido oficialmente aprobado por la Comunidad de Madrid.